# دهستان لونانا
دهستان لونانا (به لاتین: Lunana Gewog) یک دهستان در کشور بوتان است که در ناحیهٔ گاسا واقع شده‌است.